# Butler (Kentucky)
Butler es una ciudad ubicada en el condado de Pendleton en el estado estadounidense de Kentucky. En el Censo de 2010 tenía una población de 612 habitantes y una densidad poblacional de 1.181,47 personas por km².

## Geografía
Butler se encuentra ubicada en las coordenadas 38°47′13″N 84°22′13″O / 38.78694, -84.37028. Según la Oficina del Censo de los Estados Unidos, Butler tiene una superficie total de 0.52 km², de la cual 0.52 km² corresponden a tierra firme y (0%) 0 km² es agua.

## Demografía
Según el censo de 2010, había 612 personas residiendo en Butler. La densidad de población era de 1.181,47 hab./km². De los 612 habitantes, Butler estaba compuesto por el 94.61% blancos, el 0% eran afroamericanos, el 0.16% eran amerindios, el 0% eran asiáticos, el 0% eran isleños del Pacífico, el 0.65% eran de otras razas y el 4.58% pertenecían a dos o más razas. Del total de la población el 1.14% eran hispanos o latinos de cualquier raza.